# Festival di Sanremo 2023
Il settantatreesimo Festival di Sanremo si è svolto al teatro Ariston di Sanremo dal 7 all'11 febbraio 2023 con la conduzione e la direzione artistica ad Amadeus; nel corso delle serate è stato affiancato da Gianni Morandi e da varie co-conduttrici, tra cui Chiara Ferragni nella prima e quinta serata, Francesca Fagnani nella seconda serata, Paola Egonu nella terza serata e Chiara Francini nella quarta serata. Per il quarto anno consecutivo, la regia e la fotografia sono state affidate rispettivamente a Stefano Vicario e a Mario Catapano, mentre la scenografia è stata curata da Gaetano e Maria Chiara Castelli, mentre Fiorello è stato ospite fisso delle serate in collegamento da Roma.
Similmente a quanto già accaduto durante l'edizione precedente, vi hanno partecipato 28 artisti con altrettanti brani tutti in gara in un'unica sezione: 22 sono artisti di chiara fama, a cui si sono aggiunti i primi sei classificati di Sanremo Giovani 2022. Questi ultimi hanno presentato un brano inedito diverso da quello con il quale hanno vinto la suddetta competizione.
L'edizione è stata vinta da Marco Mengoni con il brano Due vite, che si è così aggiudicato il diritto di rappresentare l'Italia all'Eurovision Song Contest 2023, svolto a Liverpool, al termine del quale si è piazzato al quarto posto.
Considerando la media di share con 62,96%, quest'edizione del Festival risulterebbe essere la più seguita dal 1995 fino al Festival di Sanremo 2024, ma l'edizione precedente con 11270000 spettatori ha fatto più ascolti rispetto a questa con 10784000.
L'edizione risulta essere quella con il maggior numero di copie certificate nella storia del Festival di Sanremo in epoca FIMI.
Gli autori del Festival sono stati Paolo Biamonte, Barbara Cappi, Alessio De Stefani, Ludovico Gullifa, Massimo Martelli, Sergio Rubino e Federico Taddia con la collaborazione di Federico Bravetti.

## Partecipanti e classifica finale

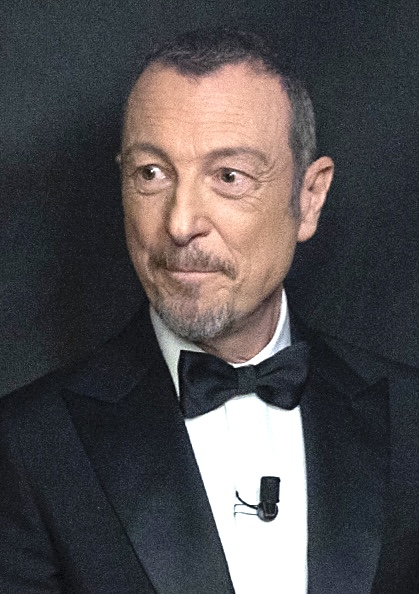
Il presentatore del Festival Amadeus

I primi 22 partecipanti al Festival sono stati annunciati il 4 dicembre 2022 durante l’edizione diurna del TG1, mentre i titoli dei relativi brani sono stati rivelati il successivo 16 dicembre durante la finale di Sanremo Giovani 2022, manifestazione che ha selezionato anche gli ultimi sei artisti che si sono guadagnati il diritto di partecipare al Festival.
| Pos. | Interprete           | Brano                    | Autori                                                                                         | Etichetta discografica               | Ultima partecipazione |
| ---- | -------------------- | ------------------------ | ---------------------------------------------------------------------------------------------- | ------------------------------------ | --------------------- |
| 1º   | Marco Mengoni        | Due vite                 | M. Mengoni, D. Petrella e D. Simonetta                                                         | Epic                                 | 2013                  |
| 2º   | Lazza                | Cenere                   | Lazza, D. Petrella e Dardust                                                                   | Island, Universal                    | Esordio               |
| 3º   | Mr. Rain             | Supereroi                | Mr. Rain, F. Abbate e L. Vizzini                                                               | Atlantic Records, Warner Music Italy | Esordio               |
| 4º   | Ultimo               | Alba                     | Ultimo                                                                                         | Believe Distribution, Ultimo Records | 2019                  |
| 5º   | Tananai              | Tango                    | Tananai, P. Antonacci, A. Raina e D. Simonetta                                                 | Polydor, Universal                   | 2022                  |
| 6º   | Giorgia              | Parole dette male        | A. Bianco, F. Roccati, M. Dagani e M. M. G. Fracchiolla                                        | Columbia                             | 2001                  |
| 7º   | Madame               | Il bene nel male         | Madame, N. Biasin e I. Sinigaglia                                                              | Sugar Music                          | 2021                  |
| 8º   | Rosa Chemical        | Made in Italy            | Rosa Chemical, P. Antonacci, O. Inglese e D. Simonetta                                         | Capitol, Universal                   | Esordio               |
| 9º   | Elodie               | Due                      | Elodie, F. Abbate, J. Ettorre e F. Catitti                                                     | Island, Universal                    | 2020                  |
| 10º  | Colapesce Dimartino  | Splash                   | Colapesce e Dimartino                                                                          | RCA Numero Uno                       | 2021                  |
| 11º  | Modà                 | Lasciami                 | F. Silvestre e E. Palmosi                                                                      | Warner Music Italy                   | 2013                  |
| 12º  | Gianluca Grignani    | Quando ti manca il fiato | G. Grignani ed E. Melozzi                                                                      | Epic                                 | 2015                  |
| 13º  | Coma_Cose            | L'addio                  | F. Zanardelli, F. Mesiano, F. Dalè e C. Frigerio                                               | Asian Fake, Epic                     | 2021                  |
| 14º  | Ariete               | Mare di guai             | Ariete, Calcutta, Dardust e V. Centrella                                                       | Bomba Dischi, Universal              | Esordio               |
| 15º  | LDA                  | Se poi domani            | LDA, F. D'Alessio e A. Caiazza                                                                 | Columbia                             | Esordio               |
| 16º  | Articolo 31          | Un bel viaggio           | J-Ax, Grido, F. Abbate, DJ Jad, Wlady, A. Colangelo e D. Silvestri                             | Columbia                             | Esordio               |
| 17º  | Paola & Chiara       | Furore                   | J. Ettorre, A. La Cava, P. Iezzi, C. Iezzi, F. Mercuri, G. Cremona, L. Grillotti ed E. Maimone | Columbia                             | 2005                  |
| 18º  | Leo Gassmann         | Terzo cuore              | R. Zanotti, L. Gassmann, G. Pesenti e M. Paganelli                                             | Virgin, Universal                    | 2020                  |
| 19º  | Mara Sattei          | Duemilaminuti            | D. David, D. Mattei ed E. Brun                                                                 | Columbia                             | Esordio               |
| 20º  | Colla Zio            | Non mi va                | T. Bernasconi, T. Manzoni, A. Arminio, A. Malatesta, F. Lamperti e G. Pesenti                  | Virgin, Universal                    | Esordio               |
| 21º  | I Cugini di Campagna | Lettera 22               | V. Lucchesi, D. Mangiaracina e F. Gargiulo                                                     | Starpoint Corporation, Universal     | Esordio               |
| 22º  | Gianmaria            | Mostro                   | Gianmaria, G. Manilardi, V. Petrozzino, A. Filippelli e V. Centrella                           | Epic                                 | Esordio               |
| 23º  | Levante              | Vivo                     | Levante                                                                                        | Parlophone, Warner Music Italy       | 2020                  |
| 24º  | Olly                 | Polvere                  | Olly, E. Lovito e J. Boverod                                                                   | Epic                                 | Esordio               |
| 25º  | Anna Oxa             | Sali (canto dell'anima)  | A. Oxa, F. Bianconi, Kaballà e F. Zanotti                                                      | Just Entertainment,Oxarte            | 2011                  |
| 26º  | Will                 | Stupido                  | Will, S. Cremonini e A. Pugliese                                                               | Capitol, Universal                   | Esordio               |
| 27º  | Shari                | Egoista                  | Shari, M. Pisciottu, L. Fenudi e R. Puddu                                                      | Lebonski, Columbia                   | Esordio               |
| 28º  | Sethu                | Cause perse              | M. De Lauri e G. De Lauri                                                                      | Carosello Records                    | Esordio               |

## Serate

### Prima serata

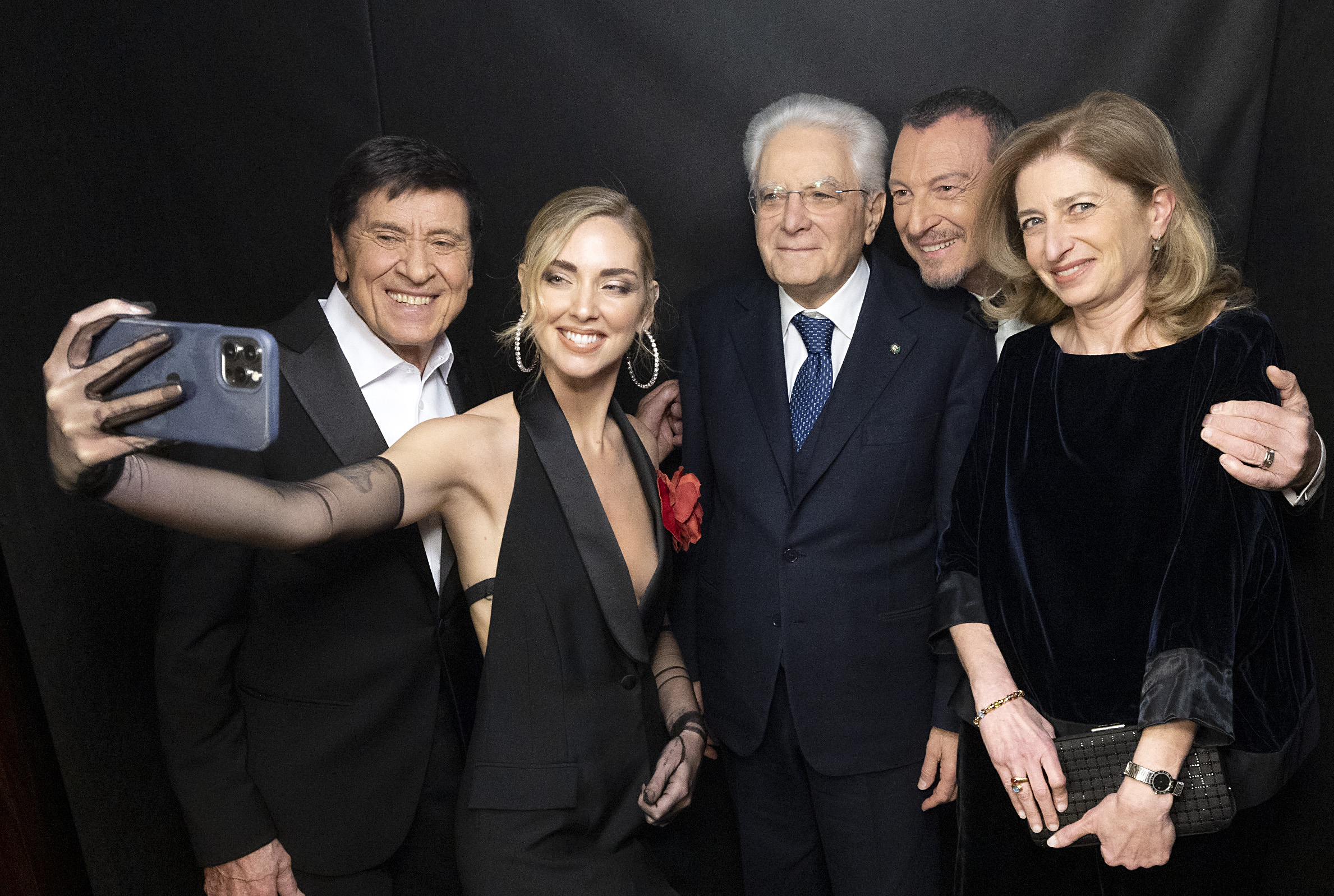
Gianni Morandi, Chiara Ferragni, Amadeus, il presidente Sergio Mattarella e sua figlia Laura, in posa per un selfie durante la prima serata del festival

Nella prima serata si sono esibiti 14 dei 28 artisti in gara, ciascuno con il proprio brano, votati dalle tre componenti della Giuria della sala stampa, ovvero giuria della carta stampata e TV (un terzo), giuria del web (un terzo) e giuria delle radio (un terzo). Al termine delle votazioni è stata stilata una classifica provvisoria.
| Ordine di uscita | Artista            | Brano                    | Voti prima serata                        | Voti prima serata      | Voti prima serata          | Voti prima serata  | Classifica generale |
| Ordine di uscita | Artista            | Brano                    | Giuria della carta stampata e TV (33,3%) | Giuria del web (33,3%) | Giuria delle radio (33,3%) | Media della serata | Posizione           |
| ---------------- | ------------------ | ------------------------ | ---------------------------------------- | ---------------------- | -------------------------- | ------------------ | ------------------- |
| 1                | Anna Oxa           | Sali (canto dell'anima)  | 14º posto                                | 14º posto              | 14º posto                  | 14º posto          | 26º posto           |
| 2                | Gianmaria          | Mostro                   | 13º posto                                | 11º posto              | 11º posto                  | 12º posto          | 22º posto           |
| 3                | Mr. Rain           | Supereroi                | 10º posto                                | 7º posto               | 9º posto                   | 9º posto           | 17º posto           |
| 4                | Marco Mengoni      | Due vite                 | 1º posto                                 | 1º posto               | 1º posto                   | 1º posto           | 1º posto            |
| 5                | Ariete             | Mare di guai             | 11º posto                                | 12º posto              | 10º posto                  | 11º posto          | 20º posto           |
| 6                | Ultimo             | Alba                     | 4º posto                                 | 10º posto              | 7º posto                   | 4º posto           | 10º posto           |
| 7                | Coma_Cose          | L'addio                  | 2º posto                                 | 2º posto               | 5º posto                   | 3º posto           | 6º posto            |
| 8                | Elodie             | Due                      | 3º posto                                 | 3º posto               | 2º posto                   | 2º posto           | 5º posto            |
| 9                | Leo Gassmann       | Terzo cuore              | 6º posto                                 | 5º posto               | 4º posto                   | 5º posto           | 11º posto           |
| 10               | Cugini di Campagna | Lettera 22               | 5º posto                                 | 9º posto               | 8º posto                   | 8º posto           | 15º posto           |
| 11               | Gianluca Grignani  | Quando ti manca il fiato | 7º posto                                 | 8º posto               | 13º posto                  | 10º posto          | 19º posto           |
| 12               | Olly               | Polvere                  | 12º posto                                | 13º posto              | 12º posto                  | 13º posto          | 23º posto           |
| 13               | Colla Zio          | Non mi va                | 8º posto                                 | 6º posto               | 6º posto                   | 7º posto           | 13º posto           |
| 14               | Mara Sattei        | Duemilaminuti            | 9º posto                                 | 4º posto               | 3º posto                   | 6º posto           | 12º posto           |

Co-conduttrice
- Chiara Ferragni

Ospiti
- Sergio[17] e Laura Mattarella[18] (dal palchetto d'onore)
- Roberto Benigni[17]
- Mahmood e Blanco[19] - Brividi con Mahmood e L'isola delle rose interpretata da Blanco[20]
- Elena Sofia Ricci[21] - presentazione della fiction Fiori sopra l'inferno - I casi di Teresa Battaglia
- Piero Pelù[22][23] - Gigante (in collegamento dal Suzuki Stage di Piazza Colombo)
- Pooh[24] con Riccardo Fogli - Amici per sempre, Dammi solo un minuto, Stai con me, Tanta voglia di lei, Pensiero, Piccola Katy, Chi fermerà la musica, Uomini soli e presentazione del docu-film Pooh - Un attimo ancora
- Nicola Conversa[25] e Mariasole Pollio[26] (dalla platea)
- Salmo[27] - Russell Crowe e 90min (in collegamento dalla Costa Smeralda)
- Antonella Veltri, presidente dell'Associazione Nazionale D.i.Re - Donne in Rete contro la violenza, accompagnata dalle attiviste[28]
- Fiorello con Fabrizio Biggio e Alessia Marcuzzi[29][30] (in collegamento dal glass box di Viva Rai2!)

### Seconda serata
Nella seconda serata si sono esibiti i restanti 14 dei 28 artisti in gara, ciascuno con il proprio brano, votati dalle tre componenti della Giuria della sala stampa, ovvero giuria della carta stampata e TV (un terzo), giuria del web (un terzo) e giuria delle radio (un terzo). Al termine delle votazioni è stata stilata una classifica provvisoria dei 14 artisti in gara, che è stata sommata alla classifica provvisoria dei 14 della prima serata, decretando così la classifica completa delle prime due serate.
| Ordine di uscita | Artista             | Brano             | Voti seconda serata                      | Voti seconda serata    | Voti seconda serata        | Voti seconda serata | Classifica generale |
| Ordine di uscita | Artista             | Brano             | Giuria della carta stampata e TV (33,3%) | Giuria del web (33,3%) | Giuria delle radio (33,3%) | Media della serata  | Posizione           |
| ---------------- | ------------------- | ----------------- | ---------------------------------------- | ---------------------- | -------------------------- | ------------------- | ------------------- |
| 1                | Will                | Stupido           | 12º posto                                | 13º posto              | 10º posto                  | 12º posto           | 25º posto           |
| 2                | Modà                | Lasciami          | 8º posto                                 | 10º posto              | 12º posto                  | 10º posto           | 21º posto           |
| 3                | Sethu               | Cause perse       | 13º posto                                | 12º posto              | 14º posto                  | 14º posto           | 28º posto           |
| 4                | Articolo 31         | Un bel viaggio    | 7º posto                                 | 9º posto               | 9º posto                   | 9º posto            | 18º posto           |
| 5                | Lazza               | Cenere            | 6º posto                                 | 3º posto               | 4º posto                   | 4º posto            | 7º posto            |
| 6                | Giorgia             | Parole dette male | 4º posto                                 | 7º posto               | 3º posto                   | 5º posto            | 8º posto            |
| 7                | Colapesce Dimartino | Splash            | 1º posto                                 | 1º posto               | 5º posto                   | 1º posto            | 2º posto            |
| 8                | Shari               | Egoista           | 14º posto                                | 14º posto              | 13º posto                  | 13º posto           | 27º posto           |
| 9                | Madame              | Il bene nel male  | 2º posto                                 | 2º posto               | 1º posto                   | 2º posto            | 3º posto            |
| 10               | Levante             | Vivo              | 9º posto                                 | 8º posto               | 8º posto                   | 8º posto            | 16º posto           |
| 11               | Tananai             | Tango             | 3º posto                                 | 4º posto               | 2º posto                   | 3º posto            | 4º posto            |
| 12               | Rosa Chemical       | Made in Italy     | 5º posto                                 | 5º posto               | 6º posto                   | 6º posto            | 9º posto            |
| 13               | LDA                 | Se poi domani     | 11º posto                                | 11º posto              | 11º posto                  | 11º posto           | 24º posto           |
| 14               | Paola & Chiara      | Furore            | 10º posto                                | 6º posto               | 7º posto                   | 7º posto            | 14º posto           |

Co-conduttrice
- Francesca Fagnani

Ospiti
- Francesco Arca e Mario Di Leva[31] - presentazione della fiction Resta con me
- Al Bano e Massimo Ranieri[32] con Gianni Morandi - In ginocchio da te, Vent'anni, Nel sole, Andavo a cento all'ora, Se bruciasse la città, Mattino, Rose rosse, Scende la pioggia, Felicità, Perdere l'amore, Uno su mille, È la mia vita e Il nostro concerto
- Drusilla Foer e Pegah Moshir Pour[33]
- Nek e Francesco Renga[22][23] - La tua bellezza e Fatti avanti amore (in collegamento dal Suzuki Stage di Piazza Colombo)
- Black Eyed Peas[34][35] - Mamacita, Don't You Worry, I Gotta Feeling e Simply the Best
- Fedez[36] - Sanremo Freestyle e Problemi con tutti (Giuda) (in collegamento dalla Costa Smeralda)
- Francesca Lollobrigida[37] (dalla platea)
- Angelo Duro[38]
- Fiorello[29][30] (in collegamento dal glass box di Viva Rai2!)

### Terza serata
Nella terza serata si sono esibiti i 28 artisti con il proprio brano in gara, votati dalla giuria demoscopica (50%), e dal pubblico a casa tramite televoto (50%). Al termine delle votazioni è stata stilata una classifica provvisoria dei 28 artisti in gara, che è stata sommata a quella provvisoria delle prime due serate.
| Ordine di uscita | Artista             | Brano                    | Voti terza serata | Voti terza serata | Voti terza serata | Voti terza serata  | Classifica generale |
| Ordine di uscita | Artista             | Brano                    | Demoscopica (50%) | Televoto (50%)    | Televoto (50%)    | Media della serata | Posizione           |
| Ordine di uscita | Artista             | Brano                    | Demoscopica (50%) | %                 | Posizione         | Media della serata | Posizione           |
| ---------------- | ------------------- | ------------------------ | ----------------- | ----------------- | ----------------- | ------------------ | ------------------- |
| 1                | Paola & Chiara      | Furore                   | 16º posto         | 1,80%             | 16º posto         | 17º posto          | 14º posto           |
| 2                | Mara Sattei         | Duemilaminuti            | 14º posto         | 1,21%             | 19º posto         | 18º posto          | 18º posto           |
| 3                | Rosa Chemical       | Made in Italy            | 13º posto         | 3,93%             | 6º posto          | 7º posto           | 7º posto            |
| 4                | Gianluca Grignani   | Quando ti manca il fiato | 17º posto         | 3,17%             | 8º posto          | 8º posto           | 12º posto           |
| 5                | Levante             | Vivo                     | 18º posto         | 0,66%             | 24º posto         | 23º posto          | 21º posto           |
| 6                | Tananai             | Tango                    | 8º posto          | 4,32%             | 5º posto          | 5º posto           | 5º posto            |
| 7                | Lazza               | Cenere                   | 9º posto          | 9,86%             | 4º posto          | 4º posto           | 4º posto            |
| 8                | LDA                 | Se poi domani            | 22º posto         | 2,96%             | 9º posto          | 13º posto          | 15º posto           |
| 9                | Madame              | Il bene nel male         | 7º posto          | 3,51%             | 7º posto          | 6º posto           | 6º posto            |
| 10               | Ultimo              | Alba                     | 11º posto         | 18,83%            | 1º posto          | 1º posto           | 2º posto            |
| 11               | Elodie              | Due                      | 5º posto          | 2,08%             | 13º posto         | 10º posto          | 9º posto            |
| 12               | Mr. Rain            | Supereroi                | 2º posto          | 12,21%            | 3º posto          | 3º posto           | 3º posto            |
| 13               | Giorgia             | Parole dette male        | 6º posto          | 2,25%             | 12º posto         | 9º posto           | 10º posto           |
| 14               | Colla Zio           | Non mi va                | 19º posto         | 0,83%             | 22º posto         | 21º posto          | 20º posto           |
| 15               | Marco Mengoni       | Due vite                 | 1º posto          | 16,50%            | 2º posto          | 2º posto           | 1º posto            |
| 16               | Colapesce Dimartino | Splash                   | 3º posto          | 2,04%             | 14º posto         | 11º posto          | 8º posto            |
| 17               | Coma_Cose           | L'addio                  | 4º posto          | 1,99%             | 15º posto         | 12º posto          | 11º posto           |
| 18               | Leo Gassmann        | Terzo cuore              | 10º posto         | 0,80%             | 23º posto         | 19º posto          | 19º posto           |
| 19               | Cugini di Campagna  | Lettera 22               | 21º posto         | 0,62%             | 25º posto         | 25º posto          | 22º posto           |
| 20               | Olly                | Polvere                  | 24º posto         | 0,84%             | 21º posto         | 24º posto          | 24º posto           |
| 21               | Anna Oxa            | Sali (canto dell'anima)  | 26º posto         | 1,51%             | 18º posto         | 20º posto          | 25º posto           |
| 22               | Articolo 31         | Un bel viaggio           | 12º posto         | 1,54%             | 17º posto         | 16º posto          | 17º posto           |
| 23               | Ariete              | Mare di guai             | 20º posto         | 2,26%             | 11º posto         | 15º posto          | 16º posto           |
| 24               | Sethu               | Cause perse              | 28º posto         | 0,23%             | 27º posto         | 28º posto          | 28º posto           |
| 25               | Shari               | Egoista                  | 27º posto         | 0,22%             | 28º posto         | 27º posto          | 27º posto           |
| 26               | Gianmaria           | Mostro                   | 23º posto         | 0,89%             | 20º posto         | 22º posto          | 23º posto           |
| 27               | Modà                | Lasciami                 | 15º posto         | 2,52%             | 10º posto         | 14º posto          | 13º posto           |
| 28               | Will                | Stupido                  | 25º posto         | 0,38%             | 26º posto         | 26º posto          | 26º posto           |

Co-conduttrice
- Paola Egonu

Ospiti
- Måneskin[41] e Tom Morello[42] - I Wanna Be Your Slave, Zitti e buoni, The Loneliest e Gossip
- Sangiovanni[43] - Fatti rimandare dalla mamma a prendere il latte con Gianni Morandi
- Annalisa[22][23] - Bellissima (in collegamento dal Suzuki Stage di Piazza Colombo)
- Guè[44] - Mollami pt. 2 (in collegamento dalla Costa Smeralda)
- Massimo Ranieri con Rocío Muñoz Morales[43] - Lasciami dove ti pare e presentazione del programma Tutti i sogni ancora in volo e della settima stagione della fiction Un passo dal cielo
- Pet Shop Boys - Was It Worth It?
- Alessandro Siani[45] - presentazione del film Tramite amicizia
- Fiorello con Lillo[29][30] (in collegamento dal glass box di Viva Rai2!)

### Quarta serata
Durante la quarta serata, dedicata alle cover, i 28 artisti si sono esibiti con un pezzo da loro scelto, sia italiano che internazionale, pubblicato tra gli anni sessanta, settanta, ottanta, novanta e duemila. Le esibizioni sono state votate dalla Giuria demoscopica (33%), dalla Giuria della sala stampa (33%) e dal pubblico a casa tramite televoto (34%). A differenza degli anni precedenti, in queste esibizioni gli artisti hanno dovuto necessariamente farsi accompagnare da ospiti italiani o stranieri. Al termine delle votazioni è stata stilata una classifica provvisoria dei 28 artisti in gara che è stata sommata a quella delle serate precedenti. I vincitori sono stati Marco Mengoni con il Kingdom Choir.
-      Vincitore
-      Secondo classificato
-      Terzo classificato
-      Quarto classificato
-      Quinto classificato

| Ordine di uscita | Artista             | Ospite/i                               | Brano (Artista originale - Anno)                                                          | Voti quarta serata | Voti quarta serata | Voti quarta serata | Voti quarta serata | Voti quarta serata | Classifica generale |
| Ordine di uscita | Artista             | Ospite/i                               | Brano (Artista originale - Anno)                                                          | Demoscopica (33%)  | Sala stampa (33%)  | Televoto (34%)     | Televoto (34%)     | Media della serata | Posizione           |
| Ordine di uscita | Artista             | Ospite/i                               | Brano (Artista originale - Anno)                                                          | Demoscopica (33%)  | Sala stampa (33%)  | %                  | Posizione          | Media della serata | Posizione           |
| ---------------- | ------------------- | -------------------------------------- | ----------------------------------------------------------------------------------------- | ------------------ | ------------------ | ------------------ | ------------------ | ------------------ | ------------------- |
| 1                | Ariete              | Sangiovanni                            | Centro di gravità permanente (Franco Battiato - 1981)                                     | 28º posto          | 28º posto          | 2,96%              | 7º posto           | 17º posto          | 18º posto           |
| 2                | Will                | Michele Zarrillo                       | Cinque giorni (Michele Zarrillo - 1994)                                                   | 23º posto          | 26º posto          | 0,99%              | 18º posto          | 25º posto          | 26º posto           |
| 3                | Elodie              | BigMama                                | American Woman (The Guess Who - 1970)                                                     | 4º posto           | 3º posto           | 1,93%              | 12º posto          | 7º posto           | 9º posto            |
| 4                | Olly                | Lorella Cuccarini                      | La notte vola (Lorella Cuccarini - 1989)                                                  | 18º posto          | 20º posto          | 1,01%              | 17º posto          | 20º posto          | 24º posto           |
| 5                | Ultimo              | Eros Ramazzotti                        | Medley Eros Ramazzotti (Medley)                                                           | 13º posto          | 12º posto          | 20,55%             | 2º posto           | 2º posto           | 2º posto            |
| 6                | Lazza               | Emma e Laura Marzadori                 | La fine (Nesli - 2009)                                                                    | 3º posto           | 4º posto           | 11,89%             | 3º posto           | 3º posto           | 3º posto            |
| 7                | Tananai             | Don Joe e Biagio Antonacci             | Vorrei cantare come Biagio (Simone Cristicchi - 2005) / Sognami (Biagio Antonacci - 2007) | 5º posto           | 5º posto           | 4,32%              | 6º posto           | 6º posto           | 6º posto            |
| 8                | Shari               | Salmo                                  | Hai scelto un diavolo in me (Medley)                                                      | 26º posto          | 27º posto          | 0,64%              | 24º posto          | 28º posto          | 27º posto           |
| 9                | Gianluca Grignani   | Arisa                                  | Destinazione Paradiso (Gianluca Grignani - 1995)                                          | 10º posto          | 9º posto           | 2,63%              | 8º posto           | 8º posto           | 11º posto           |
| 10               | Leo Gassmann        | Edoardo Bennato e il Quartetto Flegreo | Medley Edoardo Bennato (Medley)                                                           | 8º posto           | 11º posto          | 1,44%              | 15º posto          | 13º posto          | 16º posto           |
| 11               | Articolo 31         | Fedez                                  | Medley Articolo 31 (Medley)                                                               | 6º posto           | 16º posto          | 2,10%              | 10º posto          | 9º posto           | 14º posto           |
| 12               | Giorgia             | Elisa                                  | Luce (tramonti a nord est) (Elisa - 2001) / Di sole e d'azzurro (Giorgia - 2001)          | 1º posto           | 1º posto           | 7,81%              | 4º posto           | 4º posto           | 5º posto            |
| 13               | Colapesce Dimartino | Carla Bruni                            | Azzurro (Adriano Celentano - 1968)                                                        | 20º posto          | 6º posto           | 0,95%              | 19º posto          | 15º posto          | 10º posto           |
| 14               | Cugini di Campagna  | Paolo Vallesi                          | La forza della vita (Paolo Vallesi - 1992) / Anima mia (I Cugini di Campagna - 1973)      | 25º posto          | 24º posto          | 0,71%              | 22º posto          | 24º posto          | 22º posto           |
| 15               | Marco Mengoni       | Kingdom Choir                          | Let It Be (The Beatles - 1970)                                                            | 2º posto           | 2º posto           | 20,58%             | 1º posto           | 1º posto           | 1º posto            |
| 16               | Gianmaria           | Manuel Agnelli                         | Quello che non c'è (Afterhours - 2002)                                                    | 22º posto          | 14º posto          | 1,20%              | 16º posto          | 16º posto          | 21º posto           |
| 17               | Mr. Rain            | Fasma                                  | Qualcosa di grande (Lùnapop - 2000)                                                       | 11º posto          | 25º posto          | 6,46%              | 5º posto           | 5º posto           | 4º posto            |
| 18               | Madame              | Izi                                    | Via del Campo (Fabrizio De André - 1967)                                                  | 12º posto          | 8º posto           | 1,99%              | 11º posto          | 11º posto          | 7º posto            |
| 19               | Coma_Cose           | Baustelle                              | Sarà perché ti amo (Ricchi e Poveri - 1981)                                               | 7º posto           | 17º posto          | 0,65%              | 23º posto          | 18º posto          | 12º posto           |
| 20               | Rosa Chemical       | Rose Villain                           | America (Gianna Nannini - 1979)                                                           | 21º posto          | 7º posto           | 1,80%              | 13º posto          | 12º posto          | 8º posto            |
| 21               | Modà                | Le Vibrazioni                          | Vieni da me (Le Vibrazioni - 2003)                                                        | 14º posto          | 18º posto          | 2,49%              | 9º posto           | 10º posto          | 13º posto           |
| 22               | Levante             | Renzo Rubino                           | Vivere (Vasco Rossi - 1993)                                                               | 19º posto          | 23º posto          | 0,39%              | 27º posto          | 26º posto          | 23º posto           |
| 23               | Anna Oxa            | Iljard Shaba                           | Un'emozione da poco (Anna Oxa - 1978)                                                     | 24º posto          | 21º posto          | 0,90%              | 20º posto          | 23º posto          | 25º posto           |
| 24               | Sethu               | Bnkr44                                 | Charlie fa surf (Baustelle - 2008)                                                        | 27º posto          | 22º posto          | 0,34%              | 28º posto          | 27º posto          | 28º posto           |
| 25               | LDA                 | Alex Britti                            | Oggi sono io (Alex Britti - 1999)                                                         | 16º posto          | 13º posto          | 1,48%              | 14º posto          | 14º posto          | 15º posto           |
| 26               | Mara Sattei         | Noemi                                  | L'amour toujours (I'll Fly with You) (Gigi D'Agostino - 1999)                             | 9º posto           | 19º posto          | 0,48%              | 26º posto          | 22º posto          | 19º posto           |
| 27               | Paola & Chiara      | Merk & Kremont                         | Medley Paola & Chiara (Medley)                                                            | 15º posto          | 15º posto          | 0,85%              | 21º posto          | 19º posto          | 17º posto           |
| 28               | Colla Zio           | Ditonellapiaga                         | Salirò (Daniele Silvestri - 2002)                                                         | 17º posto          | 10º posto          | 0,48%              | 25º posto          | 21º posto          | 20º posto           |

Co-conduttrice
- Chiara Francini - Che serata straordinaria con Amadeus

Ospiti
- Peppino di Capri[54] - Champagne, accenno del ritornello di Un grande amore e niente più e ritiro del Premio "Città di Sanremo" alla carriera
- La Rappresentante di Lista[22][23] - Diva e Ciao ciao (in collegamento dal Suzuki Stage di Piazza Colombo)
- Il cast di Mare fuori (Carolina Crescentini, Valentina Romani, Nicolas Maupas, Massimiliano Caiazzo, Giacomo Giorgio, Ar Tem, Domenico Cuomo, Matteo Paolillo, Clotilde Esposito, Maria Esposito e Kyshan Wilson)[55] - ‘O mar for e presentazione della terza stagione della fiction
- Takagi & Ketra[36] - Roma-Bangkok, Una volta ancora, Bubble e Panico (in collegamento dalla Costa Smeralda)
- Andrea Delogu e Jody Cecchetto[56]
- Gli Autogol[57]
- Fiorello[29][30] (in collegamento dal glass box di Viva Rai2!)

### Quinta serata - Finale
Nel corso della serata finale si sono esibiti nuovamente i 28 artisti, ciascuno con il rispettivo brano in gara, votati dal pubblico a casa tramite televoto. Al termine delle votazioni è stata stilata la classifica finale, determinata dalla media tra le percentuali della serata finale e quelle delle serate precedenti, che ha stabilito la classifica definitiva dalla ventottesima alla sesta posizione.
Dopo l'azzeramento dei voti precedenti per i primi cinque classificati, è stata effettuata una nuova votazione da parte della Giuria demoscopica (33%), della Giuria della sala stampa (33%) e del pubblico a casa tramite televoto (34%). La somma dei voti di tutte le tre componenti ha infine decretato la canzone vincitrice del Festival.
     Ammesso alla finale a cinque
| Ordine di uscita | Artista             | Brano                    | Voti quinta serata | Voti quinta serata | Media totale |
| Ordine di uscita | Artista             | Brano                    | Televoto           | Televoto           | Media totale |
| Ordine di uscita | Artista             | Brano                    | %                  | Posizione          | Media totale |
| ---------------- | ------------------- | ------------------------ | ------------------ | ------------------ | ------------ |
| 1                | Elodie              | Due                      | 2,35%              | 10º posto          | 9º posto     |
| 2                | Colla Zio           | Non mi va                | 0,53%              | 21º posto          | 20º posto    |
| 3                | Mara Sattei         | Duemilaminuti            | 0,67%              | 18º posto          | 19º posto    |
| 4                | Tananai             | Tango                    | 6,31%              | 5º posto           | 5º posto     |
| 5                | Colapesce Dimartino | Splash                   | 2,01%              | 11º posto          | 10º posto    |
| 6                | Giorgia             | Parole dette male        | 2,44%              | 9º posto           | 6º posto     |
| 7                | Modà                | Lasciami                 | 2,70%              | 8º posto           | 11º posto    |
| 8                | Ultimo              | Alba                     | 15,67%             | 2º posto           | 2º posto     |
| 9                | Lazza               | Cenere                   | 13,88%             | 4º posto           | 3º posto     |
| 10               | Marco Mengoni       | Due vite                 | 21,20%             | 1º posto           | 1º posto     |
| 11               | Rosa Chemical       | Made in Italy            | 3,68%              | 7º posto           | 8º posto     |
| 12               | Cugini di Campagna  | Lettera 22               | 0,74%              | 16º posto          | 21º posto    |
| 13               | Madame              | Il bene nel male         | 3,95%              | 6º posto           | 7º posto     |
| 14               | Ariete              | Mare di guai             | 1,72%              | 12º posto          | 14º posto    |
| 15               | Mr. Rain            | Supereroi                | 14,81%             | 3º posto           | 4º posto     |
| 16               | Paola & Chiara      | Furore                   | 0,63%              | 19º posto          | 17º posto    |
| 17               | Levante             | Vivo                     | 0,43%              | 24º posto          | 23º posto    |
| 18               | LDA                 | Se poi domani            | 1,11%              | 13º posto          | 15º posto    |
| 19               | Coma_Cose           | L'addio                  | 0,94%              | 15º posto          | 13º posto    |
| 20               | Olly                | Polvere                  | 0,42%              | 25º posto          | 24º posto    |
| 21               | Articolo 31         | Un bel viaggio           | 0,71%              | 17º posto          | 16º posto    |
| 22               | Will                | Stupido                  | 0,20%              | 26º posto          | 26º posto    |
| 23               | Leo Gassmann        | Terzo cuore              | 0,50%              | 23º posto          | 18º posto    |
| 24               | Gianmaria           | Mostro                   | 0,59%              | 20º posto          | 22º posto    |
| 25               | Anna Oxa            | Sali (canto dell'anima)  | 0,53%              | 22º posto          | 25º posto    |
| 26               | Shari               | Egoista                  | 0,09%              | 28º posto          | 27º posto    |
| 27               | Gianluca Grignani   | Quando ti manca il fiato | 1,08%              | 14º posto          | 12º posto    |
| 28               | Sethu               | Cause perse              | 0,11%              | 27º posto          | 28º posto    |

Finale a cinque
- Vincitore
- Secondo classificato
- Terzo classificato
- Quarto classificato
- Quinto classificato

| Ordine di uscita | Artista       | Brano     | Voti finale a cinque | Voti finale a cinque | Voti finale a cinque | Voti finale a cinque | Totale | Posizione |
| Ordine di uscita | Artista       | Brano     | Demoscopica (33%)    | Sala stampa (33%)    | Televoto (34%)       | Televoto (34%)       | Totale | Posizione |
| Ordine di uscita | Artista       | Brano     | Demoscopica (33%)    | Sala stampa (33%)    | %                    | Posizione            | Totale | Posizione |
| ---------------- | ------------- | --------- | -------------------- | -------------------- | -------------------- | -------------------- | ------ | --------- |
| 1                | Ultimo        | Alba      | 4º posto             | 5º posto             | 20,39%               | 2º posto             | 12,25% | 4º posto  |
| 2                | Tananai       | Tango     | 5º posto             | 3º posto             | 11,15%               | 5º posto             | 11,15% | 5º posto  |
| 3                | Lazza         | Cenere    | 3º posto             | 2º posto             | 18,28%               | 3º posto             | 16,64% | 2º posto  |
| 4                | Marco Mengoni | Due vite  | 1º posto             | 1º posto             | 32,31%               | 1º posto             | 45,53% | 1º posto  |
| 5                | Mr. Rain      | Supereroi | 2º posto             | 4º posto             | 17,87%               | 4º posto             | 14,43% | 3º posto  |

Co-conduttrice
- Chiara Ferragni

Ospiti
- Banda musicale dell'Aeronautica Militare - Il Canto degli Italiani[60]
- Charles Leclerc e Antonio Fuoco[61] (dalla platea)
- Depeche Mode[62] - Ghosts Again e Personal Jesus
- Gino Paoli[63] - Una lunga storia d'amore, Sapore di sale e Il cielo in una stanza
- Gianni Morandi - Apri tutte le porte
- Fedez[64] (dalla platea)
- Achille Lauro[22][23] - Rolls Royce, Me ne frego, Bam Bam Twist, Domenica e 16 marzo (in collegamento dal Suzuki Stage di Piazza Colombo)
- Mahmood (in collegamento dal glass box di Viva Rai2!)
- Fiorello[65] (in collegamento da Instagram)
- Salmo[27] - Mashup Diavolo in me e Want You (in collegamento dalla Costa Smeralda)
- Ornella Vanoni[66] - Vai, Valentina, L'appuntamento, Eternità e Una ragione di più
- Mara Venier[67] (dalla platea)
- Luisa Ranieri[31] - presentazione della seconda stagione della fiction Le indagini di Lolita Lobosco e del film Nuovo Olimpo
- Volodymyr Zelens'kyj[68][69] (tramite lettera inviata da Kiev)
- Antytila[60] - Fortecja Bachmut

## Orchestra
L'orchestra è stata diretta dal maestro Leonardo De Amicis. 
I componenti dell'orchestra sono:
Sezione archi:
- Orchestra Sinfonica di Sanremo

Sezione ritmica:
- Chitarre: Ruggero Brunetti, Adriano Martino Pratesi, Elvezio Fortunato
- Basso: Roberto Gallinelli
- Batteria: Cristiano Micalizzi
- Pianoforte: Jacopo Carlini
- Tastiere: Luciano Zanoni, Valentina Ciccaglioni, Valerio Calisse
- Percussioni latine: Claudio Borrelli
- Percussioni sinfoniche: Tarcisio Molinaro

Sezione fiati:
- Trombe: Fernando Brusco, Sergio Vitale
- Tromboni: Luca Giustozzi, Enzo De Rosa
- Sassofoni: Luca Sbardella, Francesco Santucci

Coristi:
- Valentina Ducros, Naomi Rivieccio, Claudia D'Ulisse, Alessandra Puglisi, Luca Velletri, Bruno Corazza.

Le canzoni dei cantanti in gara sono state dirette da:
- Simone Bertolotti per Leo Gassmann
- Daniel Bestonzo per Gianmaria e Levante
- Big Fish per Giorgia
- Carolina Bubbico per Elodie
- Enzo Campagnoli per Lazza
- Loris Ceroni per Anna Oxa
- Valeriano Chiaravalle per gli Articolo 31 e Will
- Alberto Cipolla per Ariete e Olly
- Vittorio Cosma per Coma_Cose
- Francesco D'Alessio per LDA
- Luca Faraone per Madame e Paola & Chiara (solo quarta serata)
- Nicolò Fragile per Paola & Chiara
- Fabio Gargiulo per i Cugini di Campagna
- Franco Godi per gli Articolo 31 (solo quarta serata)
- Fabio Gurian per Rosa Chemical e Tananai
- Carmine Iuvone per Shari
- Fernando Lopez per Leo Gassmann (solo quarta serata)
- Will Medini per Ultimo
- Enrico Melozzi per Gianluca Grignani, Mr. Rain e Sethu (in coppia con Jiz)
- Giovanni Pallotti per Marco Mengoni
- Carmelo Patti per i Colla Zio, Mara Sattei e Marco Mengoni (solo quarta serata)
- Adriano Pennino per i Modà e LDA (solo quarta serata)
- Davide Rossi per Colapesce Dimartino
- Celso Valli per Ultimo (solo quarta serata)
- Peppe Vessicchio per Gianluca Grignani (solo quarta serata in coppia con Enrico Melozzi)

## Scenografia
La scenografia è stata curata per la ventunesima volta da Gaetano Castelli, la terza consecutiva — e la nona in totale — insieme alla figlia Maria Chiara. La scenografia di quest'edizione era caratterizzata da una grande cupola ellittica che occupava buona parte del fondale, larga ventuno metri e alta circa undici, circondata dalle luci di scena e rivestita di una serie di vetri a specchio, con una sommità mobile — anch'essa completa di luci — in grado di scendere fino a circa due metri e mezzo dal palco. L'impianto scenico era dominato da forme curve, come nell'edizione precedente, ma è stato ampliato fino a rivestire anche la platea del teatro, in modo da ottenere l’effetto di uno spazio allargato senza rinunciare alle file di posti contenuti in essa, come dichiarato dagli scenografi.
La scalinata rimane nella posizione originaria ma è anch'essa ricurva e asimmetrica mentre davanti al boccascena è stato mantenuto il sipario semitrasparente, sul quale all'occorrenza sono state proiettate immagini.

## PrimaFestival
Come per le precedenti edizioni, anche nel 2023 la trasmissione dell'evento era preceduta dalla finestra del PrimaFestival, incentrata su indiscrezioni sulle canzoni in gara, sugli artisti e sugli ospiti del Festival. La trasmissione è andata in onda dal 4 all'11 febbraio 2023 con la conduzione di Andrea Delogu, Gli Autogol e Jody Cecchetto.
| Puntata | Messa in onda    | Ascolti        | Ascolti |
| Puntata | Messa in onda    | Telespettatori | Share   |
| ------- | ---------------- | -------------- | ------- |
| 1       | 4 febbraio 2023  | 3 813 000      | 20,10%  |
| 2       | 5 febbraio 2023  | 4 116 000      | 20,00%  |
| 3       | 6 febbraio 2023  | 4 747 000      | 20,80%  |
| 4       | 7 febbraio 2023  | 9 603 000      | 40,43%  |
| 5       | 8 febbraio 2023  | 8 932 000      | 38,91%  |
| 6       | 9 febbraio 2023  | 8 912 000      | 38,90%  |
| 7       | 10 febbraio 2023 | 8 522 000      | 38,43%  |
| 8       | 11 febbraio 2023 | 9 476 000      | 44,89%  |
| Media   | Media            | 7 265 000      | 32,80%  |

## Viva Rai2!...Viva Sanremo! su Rai 1
In quest'edizione, subito dopo la serata appena conclusa, è andata in onda su Rai 1 Viva Rai2! Viva Sanremo! su Rai 1, versione speciale del programma mattutino della seconda rete Rai. La trasmissione è andata in onda dal 7 al 10 febbraio per quattro puntate dall'1:40 alle 2:00 nella prima parte e dalle 2:00 alle 2:30 nella seconda, con la conduzione di Fiorello e la partecipazione di Fabrizio Biggio — già presente nella versione classica del programma — e di Alessia Marcuzzi.

## Sanremo Live LIS
Per la quarta edizione è stata messa in onda una versione dedicata alle persone con disabilità uditive su RaiPlay con interpreti in lingua dei segni italiana.

## Conferenze stampa
Le conferenze stampa si sono svolte ogni mattina dal 6 al 12 febbraio dalla Sala De Santis del Casinò di Sanremo in diretta anche su RaiPlay.

## Premi
- Vincitore 73º Festival di Sanremo: Marco Mengoni con Due vite
- Podio - secondo classificato 73º Festival di Sanremo: Lazza con Cenere
- Podio - terzo classificato 73º Festival di Sanremo: Mr. Rain con Supereroi
- Podio - quarto classificato 73º Festival di Sanremo: Ultimo con Alba
- Podio - quinto classificato 73º Festival di Sanremo: Tananai con Tango
- Rappresentante designato dell'Italia all'Eurovision Song Contest 2023: Marco Mengoni con Due vite
- Premio della Critica "Mia Martini": Colapesce Dimartino con Splash
- Premio della Sala Stampa Radio-TV-Web "Lucio Dalla": Colapesce Dimartino con Splash
- Premio "Sergio Bardotti" per il miglior testo: Coma_Cose con L'addio
- Premio "Giancarlo Bigazzi" alla miglior composizione musicale: Marco Mengoni con Due vite
- Premio "Enzo Jannacci" NuovoIMAIE alla migliore interpretazione: Colla Zio con Non mi va[83]
- Premio Lunezia per il valore musical-letterario: Coma_Cose con L'addio[84]
- Premio Miglior cover: Marco Mengoni (e il Kingdom Choir) con Let It Be
- Premio "CoReCom" per il miglior testo su tematiche sociali: Mara Sattei con Duemilaminuti[85]

### Altri premi
- Premio alla carriera "Città di Sanremo": Måneskin e Peppino di Capri

## Ascolti
| Serata             | Messa in onda      | I parte        | I parte | II parte       | II parte | Media ponderata | Media ponderata |
| Serata             | Messa in onda      | Telespettatori | Share   | Telespettatori | Share    | Telespettatori  | Share           |
| ------------------ | ------------------ | -------------- | ------- | -------------- | -------- | --------------- | --------------- |
| I                  | 7 febbraio 2023    | 14 170 000     | 61,68%  | 6 271 000      | 64,83%   | 10 757 000      | 62,40%          |
| II                 | 8 febbraio 2023    | 14 087 000     | 61,07%  | 6 281 000      | 65,72%   | 10 545 000      | 62,30%          |
| III                | 9 febbraio 2023    | 13 341 000     | 57,20%  | 5 584 000      | 58,37%   | 9 240 000       | 57,60%          |
| IV                 | 10 febbraio 2023   | 15 046 000     | 65,16%  | 7 041 000      | 69,72%   | 11 121 000      | 66,50%          |
| Finale             | 11 febbraio 2023   | 14 423 000     | 62,70%  | 9 490 000      | 73,65%   | 12 256 000      | 66,00%          |
| Media delle serate | Media delle serate | 14 213 000     | 61,56%  | 6 933 000      | 66,46%   | 10 784 000      | 62,96%          |

- Nota 1: Il picco di ascolto assoluto della puntata finale è stato di 15 674 000 telespettatori, registrato alle 22:01 durante l'esibizione dei Depeche Mode, mentre il picco di share è stato dell'82,7% all'1:44 durante la lettura dei codici per il televoto del podio.[90]
- Nota 2: L’ultima parte della serata finale ha totalizzato 6 924 000 spettatori pari all'86,3% di share dalle 2:00 alle 2:34 e 5 168 000 spettatori pari all'83,4% di share con l’esibizione del vincitore Marco Mengoni dalle 2:35 alle 2:42.[91]

## Controversie

### Accuse di danneggiamento allo Stato
Il 7 febbraio 2023, Blanco era ospite insieme a Mahmood della prima serata del Festival: dopo aver eseguito insieme la canzone vincitrice dell’edizione precedente, Brividi, il cantante bresciano ha poi presentato L'isola delle rose, il suo nuovo singolo uscito qualche giorno prima. A un certo punto, innervosito a causa di problemi tecnici che non gli consentivano la continuazione del brano, Blanco ha distrutto gli arredi floreali di rose presenti sul palco; al gesto hanno fatto seguito una serie di fischi da parte del pubblico in sala e critiche nei social network, chiedendo di bandire il cantante dal festival. Il giorno successivo il cantante si è scusato tramite i social; il medesimo giorno Amadeus, direttore artistico del Festival, ha dichiarato che il gesto non fosse preparato ma che tuttavia «durante le prove c’era una quantità di rose notevole sul palco, Blanco ha provato due o tre volte proprio perché era difficile posizionare le rose. Era previsto che lui a un certo punto desse un calcio alle rose, è stato detto che poteva rotolarsi o finire sulla batteria, di questo ero assolutamente a conoscenza» e che «è stata una sorpresa anche per me vederlo così ieri sera. Non mi sento di dargli una punizione, spero che lui capisca da solo quello che ha fatto, per il bene suo e della sua carriera».
La flower stylist dell'esibizione, Jessica Tua, ha dichiarato che era previsto dall'esibizione, affermando: «Questa cosa era preventivata, nel video infatti se la prende un po' con le rose, nelle prove era una parte integrante. Era tutto previsto, ma non la parte finale, doveva essere più soft la cosa. L’intento era quello di riprodurre il video, ma poi la cosa è degenerata». Federica Lentini, vicedirettrice Intrattenimento Prime Time della Rai, si era soffermata sull'errore tecnico, dichiarando che c'erano due ricevitori ed è stato assegnato al cantante l’in-ear monitor sbagliato.
L'8 febbraio 2023 il Codacons ha presentato un esposto alla Procura di Imperia per valutare l’esistenza di un'ipotesi di reato, nel quale dichiara: «Blanco sarà chiamato a risarcire i danni prodotti alla Rai e a rispondere del reato di danneggiamento; [...] L'aver distrutto la scenografia del Festival potrebbe realizzare veri e propri reati. Oltre all'aspetto penale, la distruzione operata ieri da Blanco ha prodotto un evidente danno economico ai cittadini: la scenografia dell'Ariston è infatti pagata dagli utenti italiani che finanziano la Rai attraverso il canone, e il danneggiamento a vasi e fiori ha determinato uno spreco di soldi pubblici che ora l'artista dovrà risarcire». Il 16 febbraio 2023 la Procura di Imperia ha aperto un'indagine nei confronti di Blanco con l'accusa di danneggiamento allo Stato, per poi chiederne l'archiviazione il successivo 5 maggio.

### Accuse di violazione delCodice di autoregolamentazione Tv e minori
L'Autorità per le garanzie nelle comunicazioni (AGCOM) ha annunciato che, a causa sia del gesto di Blanco (trattato nella sezione precedente) sia «del bacio in bocca e dell'amplesso simulato» tra Rosa Chemical e Fedez, la Rai potrebbe aver violato le indicazioni dell'Organismo dei regolatori europei delle comunicazioni elettroniche (BEREC) e del Codice di autoregolamentazione Tv e minori, approvato il 29 novembre 2002, recepito poi dalla legge 112/2004 e dal Testo Unico della radiotelevisione (art. 34), poiché entrambi gli episodi sono andati in onda prima delle 23:00, contravvenendo alla direttiva. Il successivo 23 febbraio i due rapper vengono assolti da ogni accusa, in quanto il reato non sussiste.

### Accuse di pubblicità occulta
L'AGCOM ha inoltre accusato la Rai di pubblicità occulta avvenuta a favore della piattaforma Instagram, proprietà di Meta, da parte di Chiara Ferragni e Amadeus. Il presidente dell'AGCOM, Massimiliano Capitanio, ha dichiarato in un'intervista per Striscia la notizia:
Il 15 febbraio 2023 il Consiglio di amministrazione della Rai ha richiesto di visionare i contratti pattuiti con Chiara Ferragni e Fedez, legato a un tema di diritti d'immagine, che i due influencer avrebbero ceduto solo parzialmente alla Rai, a favore della piattaforma Prime Video, impedendo le riprese dell'ente pubblico dietro le quinte.
A distanza di un anno, il 7 febbraio 2024, mentre è in corso il Festival di Sanremo 2024, il Tar del Lazio ha confermato la sanzione che l'AGCOM aveva inflitto alla Rai.

### Polemiche con la città di Viareggio
Nel corso della prima serata, Roberto Benigni ha tenuto un monologo sostenendo che il Festival di Sanremo fosse nato per l'intraprendenza di un fioraio locale, Amilcare Rambaldi che, alla fine degli anni '40, ideò la kermesse. Ciò ha causato polemiche con la città di Viareggio, con discussione della questione in consiglio comunale e seguente lettera del sindaco, Giorgio Del Ghingaro, al conduttore Amadeus. Viareggio infatti ospitò presso la "Capannina del Marco Polo", all'interno della Pineta di Ponente, un Festival della Canzone Italiana, che i viareggini insistano sia stato antesignano del festival sanremese, negli anni 1948 e 1949. 
La storia dice che Amilcare Rambaldi aveva avuto l'idea dopo la Liberazione, ma il festival come lo conosciamo nasce da un'iniziativa di Giulio Razzi, direttore della Rai, insieme ad Angelo Nizza, addetto stampa del Casino, sotto gli auspici di Pier Busseti, gestore del Casino di Sanremo

## Classifiche

### Singoli
| Artista             | Singolo                  | Italia | Italia (Certificazioni vendite FIMI) | Vendite  | Svizzera |
| ------------------- | ------------------------ | ------ | ------------------------------------ | -------- | -------- |
| Lazza               | Cenere                   | 1      | Platino (9)                          | 900 000+ | 5        |
| Marco Mengoni       | Due vite                 | 1      | Platino (6)                          | 600 000+ | 2        |
| Mr. Rain            | Supereroi                | 2      | Platino (6)                          | 600 000+ | 6        |
| Tananai             | Tango                    | 2      | Platino (6)                          | 600 000+ | 71       |
| Madame              | Il bene nel male         | 4      | Platino (3)                          | 300 000+ | 28       |
| Rosa Chemical       | Made in Italy            | 6      | Platino (2)                          | 200 000+ | —        |
| Elodie              | Due                      | 7      | Platino (3)                          | 300 000+ | 67       |
| Colapesce Dimartino | Splash                   | 8      | Platino (2)                          | 200 000+ | 91       |
| Ultimo              | Alba                     | 9      | Platino (2)                          | 200 000+ | 56       |
| Mara Sattei         | Duemilaminuti            | 10     | Platino (2)                          | 200 000+ | —        |
| Coma_Cose           | L'addio                  | 10     | Platino (2)                          | 200 000+ | —        |
| Paola & Chiara      | Furore                   | 12     | Platino                              | 100 000+ | —        |
| Ariete              | Mare di guai             | 13     | Platino                              | 100 000+ | —        |
| Olly                | Polvere                  | 14     | Platino                              | 100 000+ | —        |
| Gianmaria           | Mostro                   | 16     | Platino                              | 100 000+ | —        |
| Levante             | Vivo                     | 17     | Oro                                  | 50 000+  | —        |
| Giorgia             | Parole dette male        | 18     | Oro                                  | 50 000+  | —        |
| Articolo 31         | Un bel viaggio           | 19     | Oro                                  | 50 000+  | —        |
| LDA                 | Se poi domani            | 23     | Oro                                  | 50 000+  | —        |
| Colla Zio           | Non mi va                | 25     | Oro                                  | 50 000+  | —        |
| Leo Gassmann        | Terzo cuore              | 28     | Oro                                  | 50 000+  | —        |
| Cugini di Campagna  | Lettera 22               | 29     | —                                    | —        | —        |
| Modà                | Lasciami                 | 31     | Oro                                  | 50 000+  | —        |
| Sethu               | Cause perse              | 33     | —                                    | —        | —        |
| Gianluca Grignani   | Quando ti manca il fiato | 34     | —                                    | —        | —        |
| Will                | Stupido                  | 37     | —                                    | —        | —        |
| Shari               | Egoista                  | 38     | —                                    | —        | —        |
| Anna Oxa            | Sali (canto dell'anima)  | 43     | —                                    | —        | —        |

Tra i brani sanremesi uno stabilisce il record di stream raccolti in 24 ore in territorio italiano su Spotify: Il bene nel male diviene il brano più riprodotto di un'artista donna, superando il record stabilito da O forse sei tu di Elisa (in gara al Festival di Sanremo 2022).

### Album
| Artista             | Album                            | Italia | Italia (Certificazioni vendite FIMI) | Vendite  |
| ------------------- | -------------------------------- | ------ | ------------------------------------ | -------- |
| Lazza               | Sirio                            | 1      | Diamante                             | 500 000+ |
| Marco Mengoni       | Materia (Prisma)                 | 1      | Platino (6)                          | 300 000+ |
| Ultimo              | Alba                             | 1      | Platino (2)                          | 100 000+ |
| Madame              | L'amore                          | 1      | Platino                              | 50 000+  |
| Paola & Chiara      | Per sempre                       | 3      | Oro                                  | 25 000+  |
| Tananai             | Rave, eclissi                    | 3      | Platino (3)                          | 150 000+ |
| AA.VV.              | Sanremo 2023                     | 3      | —                                    | —        |
| Elodie              | OK. Respira                      | 4      | Platino                              | 50 000+  |
| Levante             | Opera futura                     | 6      | —                                    | —        |
| Modà                | 8 canzoni                        | 6      | —                                    | —        |
| Giorgia             | Blu                              | 12     | —                                    | —        |
| Olly                | Gira, il mondo gira              | 13     | Platino                              | 50 000+  |
| Coma_Cose           | Un meraviglioso modo di salvarsi | 16     | —                                    | —        |
| LDA                 | Quello che fa bene               | 16     | —                                    | —        |
| Gianmaria           | Mostro                           | 20     | —                                    | —        |
| Colapesce Dimartino | Lux Eterna Beach                 | 29     | —                                    | —        |
| Colla Zio           | Rockabilly Carter                | 47     | —                                    | —        |
| Will                | Manchester                       | 61     | —                                    | —        |
| Leo Gassmann        | La strada per Agartha            | 64     | —                                    | —        |
| Sethu               | Cause perse                      | —      | —                                    | —        |
| Cugini di Campagna  | Lettera 22                       | —      | —                                    | —        |
| Anna Oxa            | Tre                              | —      | —                                    | —        |

## Commissione musicale
Come è già accaduto durante le edizioni precedenti, la commissione musicale si occupa della selezione dei partecipanti di Sanremo Giovani 2022. I membri di tale commissione sono:
- Amadeus
- Leonardo De Amicis
- Federica Lentini
- Massimo Martelli

## Trasmissione dell'evento
| Area                     | Rete              |
| ------------------------ | ----------------- |
| Italia                   | Rai 1             |
| Italia                   | Rai 4K            |
| Italia                   | Rai Radio 2       |
| Italia                   | RaiPlay           |
| Italia                   | RaiPlay Sound     |
| Italia (resto del mondo) | Rai Italia        |
| Italia (resto del mondo) | RaiPlay           |
| Italia (resto del mondo) | RaiPlay Sound     |
| Unione europea           | Eurovisione       |
| Albania                  | RTSH 1            |
| Albania                  | RTSH Muzikë       |
| Albania                  | Radio Tirana      |
| Montenegro               | TVCG 2            |
| Regno Unito              | GlitterBeam Radio |
| Serbia                   | RTS 2             |
| Serbia                   | RTS 3             |